# Fiord de Clyde
El Fiord de Clyde (en anglès, Firth of Clyde) és un fiord profund entrant de mar situat a la costa occidental d'Escòcia, al que s'accedeix des del canal del Nord. Aquest fiord està separat de les aigües més obertes del mar de les Hèbrides (oceà Atlàntic) per la península de Kintyre.
En el fiord de Clyde es troben nombroses illes; algunes de les més importants són Arran, Bute i Great Cumbrae.

## Geografia
Aquest fiord té una amplària d'uns 42 quilòmetres a la seva boca i té diverses illes al seu interior. A més, existeixen racons del fiord amb diversos llacs d'aigua salada.

### Illes
Hi ha nombroses illes al fiord. Les més grans estan habitades, i connectades amb terra per serveis regulars de ferri. Les més importants són Arran, Bute i Cumbrae. Més petites, i amb prou feines habitades, són les illes d'Ailsa Craig, Davaar, Holy Isle, Inchmarnock, Little Cumbrae i Sanda. A més hi ha un important nombre d'illots de menor extensió, alguns d'ells units a altres illes majors durant la baixamar, com Horse Isle.

### Lochs (Llacs)
A Escòcia s'utilitza el terme loch (llac) per referir-se de vegades a entrants de mar, tant fiords com a estuaris, que poden considerar-se gairebé com a veritables llacs d'aigua salada.
En el fiord de Clyde hi ha els següents lochs:
- Gare Loch
- Loch Long i Loch Goil
- Holy Loch
- Loch Striven
- Loch Riddon
- Loch Fyne i Loch Gilp
- Campbeltown Loch

### Pobles i ciutats
Aquestes són les localitats situades en la costa del fiord de Clyde:
- Ardrossan, Ayr
- Barassie, Brodick
- Campbeltown, Cardross, Carradale
- Dumbarton, Dunoon
- Fairlie
- Gourock, Greenock, Girvan
- Helensburgh, Hunter's Quay, Hunterston
- Innellan, Inverkip, Irvine
- Kilcreggan, Kilmun, Kirn
- Lamlash, Largs, Lochranza
- Millport

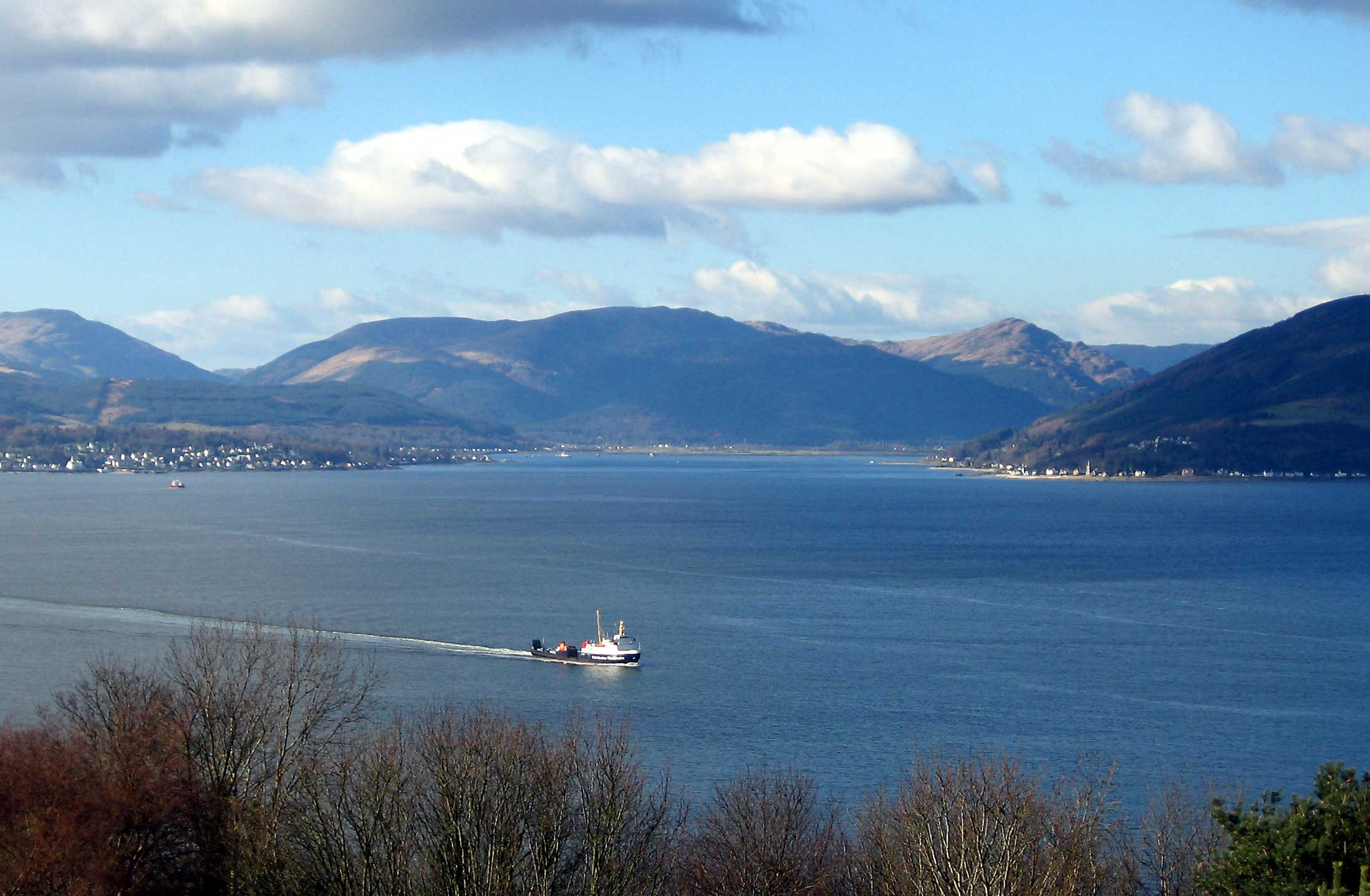
Vista del Holy Loch des de Gourock, on es pot apreciar el ferri MV Saturn provinent de Dunoon

- Port Bannatyne, Portencross, Port Glasgow, Prestwick
- Rothesay
- Saltcoats, Seamill, Skelmorlie, Strone
- Toward, Troon
- Wemyss Bay, West Kilbride

### Ferris
Aquest fiord està recorregut per fins a dotze línies de ferri, que connecten les illes entre si i amb la resta d'Escòcia. La majoria d'aquests serveis estan a càrrec de la companyia Caledonian MacBrayne, i molts d'ells són vitals per als habitants d'algunes localitats remotes i gairebé incomunicades.